# Yves Prin
Yves Prin (Sainte-Savine, 3 giugno 1933) è un compositore e direttore d'orchestra francese.

## Biografia
Prin è nato il 3 giugno 1933 a Sainte-Savine. Ha studiato pianoforte con Yves Nat e direzione d'orchestra con Louis Fourestier al Conservatoire national supérieur de musique et de danse de Paris, dove ha vinto diversi primi premi.
Ha iniziato la sua carriera come pianista, ma dopo aver incontrato Bruno Maderna (assistente al Mozarteum di Salisburgo dal 1968 al 1969), ha deciso di dedicarsi alla direzione d'orchestra. Il legame con il maestro italiano fu determinante nella sua decisione definitiva di dedicarsi principalmente alla musica contemporanea.
Prin è stato successivamente direttore ospite delle orchestre della Residentie (L'Aia) e di Haarlem nei Paesi Bassi (1968-1973), poi direttore musicale dell'Orchestre Philharmonique des Pays de la Loire (1970-1974), dell'Atelier Lyrique du Rhin (1974-1980) e della Nouvel Orchestre Philharmonique de Radio France (1981-1982). Ha lavorato all'Ircam di Pierre Boulez a Parigi per il cursus del compositore nel 1978. Ha registrato più di una dozzina di dischi (Etcetera, REM, Adès, Salabert Actuel, MFA, Accord) e diretto numerose opere di compositori di tutto il mondo: da Claudio Monteverdi, Wolfgang Amadeus Mozart, Franz Schubert, Maurice Ravel, Claude Debussy, a Iannis Xenakis, Mauricio Kagel, Luciano Berio, Karlheinz Stockhausen, Bruno Maderna. Ha diretto le prime esecuzioni di opere di Georges Aperghis, François-Bernard Mâche, Ahmed Essyad, Michaël Levinas, Paul Méfano, Philippe Hersant, Henri Pousseur, Maurice Ohana, Claude Prey, André Boucourechliev e ha diretto le rivisitazioni di molte altre.
Dal 1983 al 1986 è stato responsabile del coordinamento della musica contemporanea e del teatro musicale per Radio France. Dal 1983 al 1999 è stato produttore presso Radio France per le serie di concerti di musica contemporanea <Musique au Présent>, <Musiques en Perspectives> e <Musique du XXe Siècle>. Inoltre, dal 1992 al 1999, è stato produttore ad interim del Festival <Présences> di Radio France, dedicato alle primizie musicali.
Prin porta avanti parallelamente la carriera di compositore, pubblicato in particolare dalle Editions Durand. Ha sviluppato un linguaggio drammatico personale e una visione lirica della musica. Il suo catalogo comprende oggi quaranta opere, tra cui cinque concerti e quarantuno melodie suddivise in diversi cicli. Dal 1999 Prin si dedica alla propria musica e all'attività di pianista e direttore d'orchestra.
Ha ricevuto il Prix Florent-Schmitt de l'Académie des Beaux-Arts (1997).

## Opere

### Orchestrali
- Actions-Simultanées II (1972)

### Concerti
- Concerto Grosso per flauto, violino, clarinetto, e orchestra da camera Dioscures (1977, rev. 1984)
- Capriccio per violino e orchestra da camera Éphémères (1973, rev. 1992)
- Concerto per flauto Le Souffle d'Iris (1986, rev. 1992)
- Concerto per tuba (1993)
- Concerto per pianoforte In Praise of Flight (1997, rev. 2000)

### Musica da camera/strumentale
- Concerto per percussioni e ottoni (1970)
- Actions-Simultanées I (1972)
- Quartetto d'archi La Barque (1992)